# Андреевский, Евгений Константинович
Евгений Константинович Андреевский (23 августа (4 сентября) 1847—8 (21) марта 1917) — российский государственный деятель, тайный советник. В разное время занимал должности курского вице-губернатора (1890—93), черниговского губернатора (1893—1901).

## Биография
Родился 23 августа (4 сентября) 1847 года в семье дворян Бессарабской губернии.
Образование получил в 3-м военном Александровском училище. В 1866 году обучался в Михайловском артиллерийском училище. Офицерскую службу начал подпоручиком в Гвардейской конно-артиллерийской бригаде.
Во время русско-турецкой войны 1877—1878 гг. состоял ординарцем при главнокомандующем великом князе Николае Николаевиче. За отличия в делах при Рущуке, Никополе, Ловче и в особенности под Плевной, Андреевский был награждён золотым оружием с надписью «За храбрость» и орденом Св. Владимира 4-й степени с мечами и бантом. В 1878 году был назначен флигель-адъютантом Его Величества.
В 1890 году перешёл на службу по гражданскому ведомству и назначен курским вице-губернатором, а затем с 1893 по 1903 г. занимал должность черниговского губернатора.
Занимался общественной и благотворительной деятельностью в Черниговской губернии. Состоял почетным членом Императорского археологического института, почетным членом Императорского российского пожарного общества, правителем Михайловского артиллерийского училища, под покровительством императрицы Марии Федоровны, попечителем о глухих, попечителем черниговского отделения детских приютов, членом Императорского Православного Палестинского общества, членом Российского общества Красного Креста, членом попечительства императрицы Марии Александровны о слепых, почётным членом черниговского общества исправительных колоний для малолетних преступников.
Умер 8 (21) марта 1917 года. Похоронен на Казанском кладбище в Царском Селе.

## Воспоминания
Андреевский являлся автором ряда статей и воспоминаний, публиковавшихся в журналах «Исторический вестник» и «Русская старина». В перечисленных произведениях Андреевского, относящихся преимущественно к его личным воспоминаниям, связанным с военной службой, много интересного для характеристики наших выдающихся военных деятелей.
- В «Историческом Вестнике» за 1908—09 гг. помещены:
  - воспоминания о князе К. А. Бебутове, о П. С. Ванновском
  - статья «Молдаванская косность».
- В «Русской Старине» за 1907, 1908 и 1909 гг. напечатан целый ряд его статей:
  - «К воспоминаниям о графе Ф. Ф. Берге»,
  - «Особые взгляды» (из воспоминаний о П. П. Косаговском),
  - «Предсказание румынской цыганки» (из воспом. о генерал-адъютанте С. С. Ганецком),
  - «Ошибки короля Лира» (из воспоминаний о Москве),
  - «М. И. Драгомиров и военно-учебные заведения.»,
  - «М. И. Драгомиров — фельдфебель»,
  - «М. И. Драгомиров и время перед войной 1877—78 гг.».

## Чины
- Подпоручик (8.08.1866),
- Флигель-адъютант (1878),
- Штабс-капитан гвардии (на 25.08.1877),
- Капитан гвардии (1878),
- Зачислен в МВД и переименован в коллежские советники (3.03.1889),
- Тайный советник за отличие (ст. 14.04.1902).

## Прохождение службы
- в 3-й конно-артиллерийской бригаде (8.08.1866),
- прикомандирован к 3-й батарее лейб-гвардии Конной артиллерии (1868),
- утвержден в должности бригадного адъютанта (1876),
- прикомандирован к полевому артиллерийскому управлению действующей армии и назначен ординарцем главнокомандующего великого князя Николая Николаевича-старшего (1877),
- командирован во Францию для присутствия на манёврах французских войск (1878),
- временно командующий 4-й бат. лейб-гвардии Конно-артиллерийской бригады (1878),
- председатель бригадного суда (1880),
- временный член Санкт-Петербургского военно-окружного суда (1881),
- председатель бригадного суда (1882),
- временно командующий 4-й батареи лейб-гвардии Конно-артиллерийской бригады (1885),
- отчислен от фронта в Свиту ЕИВ (1886),
- откомандирован в распоряжение полтавского губернатора (3.03.1889),
- курский вице-губернатор (1890-93),
- черниговский губернатор (1893—1903),
- при министре внутренних дел (13.12.1903-после 1.05.1907).

## Награды и знаки отличия
- Орден Святого Станислава 1-й ст. (1894);
- Орден Святой Анны 3-й ст. с мечами и бантом (за отличие при обстреле крепости Рущук и Никополя) (1878);
- Орден Святой Анны 2-й ст. с мечами (за отличие при деревне Правицы) (1878);
- Орден Святой Анны 1-й ст. (1896);
- Орден Святого Владимира 4-й ст. с мечами и бантом (за отличие в ходе военных действий у крепости Плевна) (1878);
- Орден Святого Владимира 2-й ст. (1900);
- Орден Белого орла (1912);
- Золотая сабля «За храбрость» (за отличие при взятии укрепленного города Ловчи) (1878);
- Медаль «В память Русско-Турецкой войны 1877—1878 гг.» (1878);
- Медаль «В память царствования Императора Николая I» (1896);
- Медаль «В память царствования императора Александра III» (1896);
- Медаль «В память коронации Императора Николая II» (1896);
- Медаль «За труды по первой всеобщей переписи населения» (1896);
- Медаль «В память 300-летия царствования дома Романовых» (1913);
- Знак отличия беспорочной службы за XL лет;
- знак отличия 24.11.1866 с вензелевым изображением имени Императора Александра II;
- знак в память 100-летия ведомства учреждений Императрицы Марии;
- знак Императорского Палестинского православного общества;
- знак Красного Креста;
- знак отличия попечительств о слепых;
- знак отличия попечительств о глухонемых;
- знак попечения детских приютов ведомства Императрицы Марии.

Иностранные
- Орден Льва и Солнца 1-й ст. (Персия) (1900);
- Орден Почётного легиона 4-й ст. (офицерский крест) (Франция) (1879);
- Орден Короны Румынии 1-й ст. (Румыния) (1899);
- Золотой крест за военную доблесть (Румыния) (1877);
- Румынский железный крест в память перехода войск через Дунай (Румыния);
- Орден Таковского креста 4-й ст. (офицерский крест) (Сербия) (1878);
- Орден Святого Саввы 1-й ст. (Сербия).